# Macrobrachium wannanense
Macrobrachium wannanense är en kräftdjursart som beskrevs av Dai och Tan 1993. Macrobrachium wannanense ingår i släktet Macrobrachium och familjen Palaemonidae. Inga underarter finns listade i Catalogue of Life.